# 274
Криза Римської імперії у 3 столітті. Період тридцяти тиранів. Правління імператора Авреліана. У Китаї завершується період трьох держав, в Японії триває період Ямато, в Індії період занепаду Кушанської імперії, у Персії править династія Сассанідів.
На території лісостепової України Черняхівська культура. У Північному Причорномор'ї готи й сармати.

## Події
- Єдність Римської імперії відновлена. Галльська імперія припинила існування.
- У Римі імператору Авреліану влаштовують тріумф відновника світу.
- Авреліан проводить грошову реформу.
- Імператор утверджує культ Sol Invictus як офіційний в імперії.
- Франки спустошують значні території в Галлії, зокрема Париж.

## Народились
- Ши Ле (石勒, 274 —333) — китайський імператор у 319–333 роках, засновник династії Пізня Чжао, талановитий військовик.

## Померли
- Фелікс I, папа Римський
- Зенобія